# Synodontis acanthoperca
Synodontis acanthoperca es una especie de peces Siluriformes de la familia Mochokidae.

## Morfología
Los machos pueden llegar alcanzar los 4,6 cm de longitud  total.

## Hábitat
Es un pez de agua dulce de la cuenca del Congo (Gabón).